# Leiedal Koerse
Leiedal Koerse (voorheen het Criterium van Bavikhove) is een wielercriterium in de Belgische gemeente Harelbeke. Deze wedstrijd wordt sinds 1954 jaarlijks gereden in de straten van de gemeente met startpunt in Bavikhove. Tot en met de 34e editie werd de wielerwedstrijd Omloop Leiedal genoemd. Vanaf 1990 tot 2017 werd de wedstrijd onder de naam Criterium van Bavikhove gereden.
In 2019 bestond Leiedal Koerse uit een criterium voor zowel vrouwen als mannen en een koppeltijdrit waarbij een vrouwelijke topper aan een mannelijke werd gekoppeld.
In 2022 en 2023 werd een wedstrijd voor vrouwen georganiseerd. Dit was de vrouweneditie van de E3 Saxo Classic, die dankzij een overvolle agenda niet op dezelfde dag als de mannen kon worden verreden. De organisatoren wilden graag een met de mannen gelijkwaardige wedstrijd maken en deze vanaf 2025 op dezelfde dag laten starten. De kosten bleven echter stijgen, terwijl het aanbod van sponsoren niet meegroeide. Ook kwam er geen zicht op ruimte in de wielerkalender. Daarom vreesde men in 2024 verlies te draaien op de vrouwenwedstrijd en werd deze geschrapt.

## Erelijst

### Mannen
| Jaar | 1e                                     | 2e                                     | 3e                                     |
| ---- | -------------------------------------- | -------------------------------------- | -------------------------------------- |
| 1954 | Gustaaf Huyskens                       | Roger Callewaert                       | Jef Planckaert                         |
| 1955 | Norbert Vantieghem                     | Noël Foré                              | Roger Rosselle                         |
| 1956 | Julien Schepens                        | Leopold Rosseel                        | Maurice Meuleman                       |
| 1957 | Norbert Vantieghem                     | Michel Van Aerde                       | Karel De Baere                         |
| 1958 | Willy Truye                            | Leopold Rosseel                        | Léon De Lathouwer                      |
| 1959 | Willy Truye                            | Norbert Kerckhove                      | Maurice Blomme                         |
| 1960 | Norbert Vantieghem                     | Leon Vandaele                          | Willy Truye                            |
| 1961 | Georges Decraeye                       | Piet Rentmeester                       | Maurice Joosen                         |
| 1962 | Gilbert Maes                           | Gabriel Borra                          | Leopold Rosseel                        |
| 1963 | Arthur Decabooter                      | Jaak De Boever                         | Walter Boucquet                        |
| 1964 | Peter Post                             | Bernard Van De Kerckhove               | Urbain De Brauwer                      |
| 1965 | Georges Van Coningsloo                 | Guido Reybrouck                        | Ward Sels                              |
| 1966 | Dignus Kosten                          | Omer Ballegeer                         | Norbert Van Cauwenberghe               |
| 1967 | niet verreden                          | niet verreden                          | niet verreden                          |
| 1968 | Eric Leman                             | Roger Rosiers                          | Lucien Willekens                       |
| 1969 | Patrick Sercu                          | Eric Leman                             | Frans Verstraeten                      |
| 1970 | Leen Poortvliet                        | Jean-Pierre Monseré                    | Eric Leman                             |
| 1971 | Eric Leman                             | Jozef Abelshausen                      | Willy Van Malderghem                   |
| 1972 | Roger Rosiers                          | Georges Barras                         | Joseph Bruyère                         |
| 1973 | Alfons De Bal                          | Ronny Van de Vijver                    | Wim Schepers                           |
| 1974 | Bas Hordijk                            | Wilfried Wesemael                      | Jos Jacobs                             |
| 1975 | Ludo Delcroix                          | Ronny De Witte                         | Jos Huysmans                           |
| 1976 | Eddy Merckx                            | Herman Vanspringel                     | Frans Van Looy                         |
| 1977 | niet verreden                          | niet verreden                          | niet verreden                          |
| 1978 | Jan van Katwijk                        | Marc Renier                            | Guido Van Sweevelt                     |
| 1979 | Daniel Willems                         | Gerrie Knetemann                       | Rudy Colman                            |
| 1980 | Ludo Peeters                           | Dietrich Thurau                        | Ferdi Van Den Haute                    |
| 1981 | Ludo Peeters                           | Jan Raas                               | Patrick Versluys                       |
| 1982 | Ludwig Wijnants                        | Rudy Matthys                           | Dirk Demol                             |
| 1983 | Patrick Versluys                       | Kim Andersen                           | Ludo Peeters                           |
| 1984 | Eddy Planckaert                        | Franky Van Oyen                        | Eric Vanderaerden                      |
| 1985 | Eric Vanderaerden                      | Ivan Lamote                            | William Tackaert                       |
| 1986 | Jean-Marie Wampers                     | Koen Van Rooy                          | Henri Manders                          |
| 1987 | Noël Segers                            | Allan Peiper                           | Willem Van Eynde                       |
| 1988 | Jacques Hanegraaf                      | Johan Museeuw                          | Acácio da Silva Mora                   |
| 1989 | Ludo Peeters                           | Eddy Schurer                           | Eric Vanderaerden                      |
| 1990 | niet verreden                          | niet verreden                          | niet verreden                          |
| 1991 | Johan Museeuw                          | Etienne De Wilde                       | Carlo Bomans                           |
| 1992 | Guido Bontempi                         | Dirk Demol                             | Hervé Meyvisch                         |
| 1993 | Johan Museeuw                          | Etienne De Wilde                       | Dirk Demol                             |
| 1994 | Djamolidin Abdoesjaparov               | Dirk Demol                             | Wilfried Nelissen                      |
| 1995 | Johan Museeuw                          | Fabio Baldato                          | Dirk Demol                             |
| 1996 | Abraham Olano                          | Erik Zabel                             | Eric Vanderaerden                      |
| 1997 | Jo Planckaert                          | Tom Steels                             | Robbie McEwen                          |
| 1998 | Andrea Tafi                            | Tom Steels                             | Etienne De Wilde                       |
| 1999 | Johan Museeuw                          | Maarten den Bakker                     | Alberto Elli                           |
| 2000 | Erik Dekker                            | Nico Mattan                            | Alberto Elli                           |
| 2001 | Mario Cipollini                        | Aleksandr Vinokoerov                   | Marc Wauters                           |
| 2002 | Paolo Bettini                          | Santiago Botero                        | Robbie McEwen                          |
| 2003 | Peter Van Petegem                      | Aleksandr Vinokoerov                   | Paolo Bettini                          |
| 2004 | Thomas Voeckler                        | Andreas Klöden                         | Robbie McEwen                          |
| 2005 | Aleksandr Vinokoerov                   | Axel Merckx                            | Michael Boogerd                        |
| 2006 | Robbie McEwen                          | Niko Eeckhout                          | Philippe Gilbert                       |
| 2007 | Leif Hoste                             | Alessandro Ballan                      | Robert Hunter                          |
| 2008 | Stijn Devolder                         | Cadel Evans                            | Andy Schleck                           |
| 2009 | Alberto Contador                       | Alessandro Petacchi                    | Niko Eeckhout                          |
| 2010 | Ivan Basso                             | Stijn Devolder                         | Sep Vanmarcke                          |
| 2011 | Thor Hushovd                           | Philippe Gilbert                       | Robbie McEwen                          |
| 2012 | Peter Sagan                            | Mark Cavendish                         | Niko Eeckhout                          |
| 2013 | Marcel Kittel                          | André Greipel                          | Alessandro Petacchi                    |
| 2014 | Rafał Majka                            | Simon Gerrans                          | Alessandro Petacchi                    |
| 2015 | Preben Van Hecke                       | Alberto Contador                       | Marcel Kittel                          |
| 2016 | Fabian Cancellara                      | John Degenkolb                         | Sep Vanmarcke                          |
| 2017 | Greg Van Avermaet                      | Oliver Naesen                          | André Greipel                          |
| 2018 | Yves Lampaert                          | Jasper Stuyven                         | Tom Dumoulin                           |
| 2019 | Philippe Gilbert                       | Yves Lampaert                          | Sep Vanmarcke                          |
| 2020 | niet verreden wegens de coronapandemie | niet verreden wegens de coronapandemie | niet verreden wegens de coronapandemie |
| 2021 | niet verreden wegens de coronapandemie | niet verreden wegens de coronapandemie | niet verreden wegens de coronapandemie |
| 2022 | Yves Lampaert                          | Dylan van Baarle                       | Xandro Meurisse                        |
| 2023 | Tim Merlier                            | Jasper Philipsen                       | Arnaud De Lie                          |

### Vrouwen
| Jaar | 1e            | 2e               | 3e               |
| ---- | ------------- | ---------------- | ---------------- |
| 2019 | Lucinda Brand | Jolien D'hoore   | Lotte Kopecky    |
| 2020 | niet verreden | niet verreden    | niet verreden    |
| 2021 | niet verreden | niet verreden    | niet verreden    |
| 2022 | Femke Markus  | Nicole Steigenga | Mischa Bredewold |
| 2023 | Julia Kopecký | Daria Pikulik    | Lieke Nooijen    |